# Charle Cournoyer
Charle Cournoyer (* 11. Juni 1991 in Boucherville, Québec) ist ein kanadischer Shorttracker.

## Werdegang
Cournoyer lief in der Saison 2011/12 in Nagoya sein erstes Weltcuprennen und errang dabei den 38. Platz über 1000 m. Über 1500 m erreichte er dort mit dem dritten Platz erstmals das Podium. In der folgenden Saison kam er in Dresden auf den zweiten Platz über 1000 m. Bei den Weltmeisterschaften 2013 in Debrecen gewann er die Goldmedaille mit der Staffel. Im folgenden Jahr holte er bei den Olympischen Winterspielen in Sotschi die Bronzemedaille über 500 m. Zudem belegte er den 17. Platz über 1000 m und den sechsten Rang mit der Staffel. Seine besten Resultate bei den Weltmeisterschaften 2014 in Montreal waren der 11. Platz jeweils über 500 und über 1000 m und der fünfte Rang mit der Staffel. In der Saison 2014/15 kam er in Seoul auf den zweiten Platz mit der Staffel. Nach Platz zwei über 500 m beim Weltcup in Montreal zu Beginn der Saison 2015/16 holte er in Toronto über 1000 m und mit der Staffel seine ersten Weltcupsiege. Im weiteren Saisonverlauf errang er mit der Staffel dreimal den dritten und einmal den zweiten Platz. Über 1000 m kam er einmal auf den zweiten und einmal auf den dritten Rang. Bei der letzten Weltcupstation in Dordrecht holte er über 1000 m seinen dritten Weltcupsieg und beendete die Saison auf dem zweiten Platz im Gesamtweltcup über 1000 m. Bei den Weltmeisterschaften 2016 in Seoul holte er die Silbermedaille mit der Staffel. In der folgenden Saison kam er über 1000 m dreimal unter die ersten Zehn und erreichte damit den sechsten Gesamtplatz im Weltcup. Dabei siegte er in Calgary und belegte in Gangneung den dritten Platz. Zudem wurde er in Gangneung Zweiter mit der Staffel. Seine besten Resultate bei den Weltmeisterschaften 2017 in Rotterdam waren der zehnte Platz über 500 m und der fünfte Rang mit der Staffel. In der Saison 2017/18 triumphierte er in Budapest und in Dordrecht jeweils mit der Staffel und errang zudem in Shanghai den dritten Platz mit der Staffel. Beim Saisonhöhepunkt, den Olympischen Winterspielen 2018 in Pyeongchang, holte er mit der Staffel über 5000 m die Bronzemedaille. Im März 2018 holte er bei den Weltmeisterschaften in Montreal die Silbermedaille mit der Staffel.
In der Saison 2018/19 errang Cournoyer in Dresden den zweiten Platz über 1000 m und den ersten Platz mit der Staffel und erreichte zum Saisonende den achten Platz im Weltcup über 1000 m.

## Weltcupsiege
| Nr. | Datum            | Ort       | Disziplin |
| --- | ---------------- | --------- | --------- |
| 1.  | 8. November 2015 | Toronto   | 1000 m    |
| 2.  | 14. Februar 2016 | Dordrecht | 1000 m    |
| 3.  | 6. November 2016 | Calgary   | 1000 m    |

| Nr. | Datum            | Ort         |
| --- | ---------------- | ----------- |
| 1.  | 8. November 2015 | Toronto 1   |
| 2.  | 1. Oktober 2017  | Budapest 2  |
| 3.  | 8. Oktober 2017  | Dordrecht 2 |
| 4.  | 3. Februar 2019  | Dresden 2   |

## Persönliche Bestzeiten
- 500 m 40,402 s (aufgestellt am 12. August 2013 in Montreal)
- 1000 m 1:23,269 min (aufgestellt am 18. Dezember 2016 in Gangneung)
- 1500 m 2:08,872 min (aufgestellt am 13. November 2016 in Salt Lake City)
- 3000 m 4:50,525 min (aufgestellt am 21. Dezember 2014 in Seoul)